# بوبي بورنس (لاعب هوكي الجليد)
بوبي بورنس هو لاعب هوكي الجليد كندي، ولد في 4 أبريل 1905 في Gore Bay, Ontario ‏ في كندا، وتوفي في 12 أغسطس 1995.

## وصلات خارجية
- بوبي بورنس على موقع دوري الهوكي الوطني (الإنجليزية)
- بوبي بورنس على موقع قاعة مشاهير الهوكي (لاعب أن.إتش.أل) (الإنجليزية)
- بوبي بورنس على موقع EliteProspects.com (الإنجليزية)
- بوبي بورنس على موقع HockeyDB.com (الإنجليزية)
- بوبي بورنس على موقع Hockey-Reference.com (الإنجليزية)